# Візантя-Резешаске
Візантя-Резешаске (рум. Vizantea Răzășească) — село у повіті Вранча в Румунії. Адміністративний центр комуни Візантя-Лівезь.
Село розташоване на відстані 179 км на північ від Бухареста, 42 км на північний захід від Фокшан, 144 км на південний захід від Ясс, 112 км на північний захід від Галаца, 99 км на схід від Брашова.

## Населення
За даними перепису населення 2002 року у селі проживала 971 особа, усі — румуни. Усі жителі села рідною мовою назвали румунську.